# Augustów (gmina Pionki)
Augustów – wieś w Polsce położona w województwie mazowieckim, w powiecie radomskim, w gminie Pionki. Ma status sołectwa.
W latach 1957–1975 miejscowość administracyjnie należała do województwa kieleckiego, a następnie w latach 1975–1998 do województwa radomskiego.
| SIMC    | Nazwa            | Rodzaj    |
| ------- | ---------------- | --------- |
| 0630511 | Gajówka Augustów | część wsi |

Wierni Kościoła rzymskokatolickiego należą do parafii Świętego Krzyża w Kozienicach.

## Historia
Wieś lokowana w 1777 roku przez króla Stanisława Augusta Poniatowskiego na miejscu dawnej osady Półbór.
W czasie I Rzeczypospolitej Augustów leżał na terenie województwa sandomierskiego prowincji małopolskiej, w latach 1810–1815 w departamencie radomskim Księstwa Warszawskiego, w latach 1816–1837 w obwodzie radomskim województwa sandomierskiego, w latach 1837–1844 w guberni sandomierskiej i wreszcie w latach 1845–1915 na terenie guberni radomskiej Królestwa Kongresowego.
W latach 1919–1939 miejscowość administracyjnie należała do powiatu kozienickiego, w województwie kieleckim.
W czasie okupacji pod niemiecką administracją Generalnego Gubernatorstwa.

## Atrakcje turystyczne
- Zabytkowy drewniany budynek wyłuszczarni nasion z szyszek, jeden z niewielu zachowanych tego typu obiektów.
- Cmentarz wojenny 1914–1915
- Izba Dydaktyczno-Muzealna Puszczy Kozienickiej
- Leżące tuż obok wioski rezerwaty przyrody: Zagożdżon, Brzeźniczka, Źródło Królewskie
- Przystanek Historia w Puszczy Kozienickiej – Centrum Edukacji IPN [8]

Przez Augustów przechodzi szlak turystyczny
- czarny: rezerwat „Zagożdżon” – Augustów – rezerwat „Źródło Królewskie” – Żytkowice.